# 地球のしゃべり方
『地球のしゃべり方』（ちきゅうのしゃべりかた）はTBSで2010年10月14日より2011年3月24日まで放送されたバラエティ番組である。地上波デジタル放送のEPG番組表には『千原ジュニア 地球のしゃべり方』と表記されていた。

## 概要
- 毎週、芸人たちが旅に出てそこで起きたみやげ話やハプニングをVTRで紹介する。

## 出演者

### MC
- 千原ジュニア
- 紗羅マリー

### リサーチャー
- 山本吉貴（チャイルドマシーン）
- タケト
- 鈴木あきえ
- カリカ林

## スタッフ
- 構成：鈴木おさむ、遠藤敬、大井洋一、宇田川岳史
- SW：吉川和彦
- CAM：池田孝宏
- VE：水野博道
- AUD：加藤悦史
- 技術協力：ニューテレス、麻布プラザ、富士ソフトアキバスタジオ
- CGデザイン：デジデリック
- メイク：飯田ユミ
- 美術協力：フジアール
- 編集：青柳香羅
- MA：高野博臣
- 音効：佐藤卓嗣（ふなや）
- 編成：藤原麻知
- 制作進行：須ノ内友恵
- チーフディレクター：山中豪
- ディレクター：中根拓也、高畑忠司、高橋誠哉
- 総合演出：並木慶
- プロデューサー：稲冨聡、今滝陽介
- 協力：バックアップメディア
- 製作：吉本興業、TBS

## 放送内容
※太字はいずれもVTR出演のみ

## ネット局と放送時間
- 放送日時はいずれもJST表記。

| 放送対象地域 | 放送局                | 系列    | 放送期間                       | 放送日時                     | 遅れ       |
| ------------ | --------------------- | ------- | ------------------------------ | ---------------------------- | ---------- |
| 関東広域圏   | TBSテレビ（TBS）      | TBS系列 | 2010年10月14日 - 2011年3月24日 | 木曜 23:50 - 翌0:20          | 制作局     |
| 北海道       | 北海道放送（HBC）     | TBS系列 | 2010年10月14日 - 2011年3月24日 | 木曜 23:50 - 翌0:20          | 同時ネット |
| 宮城県       | 東北放送（TBC）       | TBS系列 | 2010年10月14日 - 2011年3月24日 | 木曜 23:50 - 翌0:20          | 同時ネット |
| 福島県       | テレビユー福島（TUF） | TBS系列 | 2010年10月14日 - 2011年3月24日 | 木曜 23:50 - 翌0:20          | 同時ネット |
| 長野県       | 信越放送（SBC）       | TBS系列 | 2010年10月14日 - 2011年3月24日 | 木曜 23:50 - 翌0:20          | 同時ネット |
| 静岡県       | 静岡放送（SBS）       | TBS系列 | 2010年10月14日 - 2011年3月24日 | 木曜 23:50 - 翌0:20          | 同時ネット |
| 石川県       | 北陸放送（MRO）       | TBS系列 | 2010年10月14日 - 2011年3月24日 | 木曜 23:50 - 翌0:20          | 同時ネット |
| 福岡県       | RKB毎日放送（RKB）    | TBS系列 | 2010年10月14日 - 2011年3月24日 | 木曜 23:50 - 翌0:20          | 同時ネット |
| 長崎県       | 長崎放送（NBC）       | TBS系列 | 2010年10月21日 - 2011年4月7日  | 木曜 0:50 - 1:20（水曜深夜） | 14日遅れ   |
| 熊本県       | 熊本放送（RKK）       | TBS系列 | 2010年10月25日 - 2011年4月4日  | 月曜 23:50 - 翌0:20          | 11日遅れ   |
| 宮崎県       | 宮崎放送（MRT）       | TBS系列 | 2010年10月27日 - 2011年4月13日 | 水曜 0:55 - 1:25（火曜深夜） | 20日遅れ   |
| 岩手県       | IBC岩手放送（IBC）    | TBS系列 | 2010年10月27日 - 2011年4月27日 | 水曜 0:50 - 1:20（火曜深夜） | 34日遅れ   |
| 新潟県       | 新潟放送（BSN）       | TBS系列 | 2010年11月11日 - 2011年4月1日  | 金曜 1:25 - 1:55（木曜深夜） | 8日遅れ    |
| 山口県       | テレビ山口（tys）     | TBS系列 | 2010年12月28日 - 2011年4月5日  | 火曜 0:45 - 1:15（月曜深夜） | 12日遅れ   |

単発・不定期放送
- 大分放送（OBS）では、2010年12月14日から2011年5月11日まで、火曜未明（月曜深夜）や土曜午後に放送されていた。
- 南日本放送（MBC）では、2011年1月9日（15:00 - 16:00）に単発放送された。
- 中部日本放送（CBC）では、2011年4月7日から2013年2月16日まで、主に土・日曜午後に放送されていた。
- 山陽放送（RSK）では、2012年7月28日から同年12月15日まで、主に土・日曜午後に放送されていた。
- 中国放送（RCC）では、2012年8月7・15・9月15・29日に単発放送された。

### 過去のネット局
| 放送対象地域 | 放送局                    | 系列    | 放送期間                  | 放送日時                     | 遅れ     |
| ------------ | ------------------------- | ------- | ------------------------- | ---------------------------- | -------- |
| 富山県       | チューリップテレビ（TUT） | TBS系列 | 2010年10月29日 - 12月24日 | 金曜 0:00 - 0:30（木曜深夜） | 15日遅れ |